# RW Ursae Minoris
Désignations
RW Ursae Minoris (Nova Ursae Minoris 1956) est une variable cataclysmique de la constellation de la Petite Ourse qui connut une éruption telle qu'elle devint une nova en 1956, atteignant la magnitude 6. Avant l'éruption, elle avait une magnitude apparente de 21 et en 2003, elle était toujours de deux magnitudes plus brillante que sa magnitude de base, diminuant à un taux de 0,02 magnitude par an. Sa distance a été calculée à 5 000 ± 800 pc (∼16 300 al), ce qui la localiserait au sein du halo galactique.